# Тиграї
Тигринья (самоназва за назвою мови; інша дуже поширена назва — тигра́ї) — народ у Східній Африці.

## Територія проживання, чисельність, мова і релігія
Тигринья-тиграї проживають в Еритреї, де складають близько половини населення країни, наближаючись до показника титульної нації країни. Тигринья живуть також у Ефіопії та Ізраїлі, інших країнах.
Загальна чисельність тиграїв (тигринья) — понад 3,2 млн чоловік (кін. 1980-х рр.).
Мова тиграїв — тигринья, була офіційною мовою Еритреї нарівні з арабською упродовж 1952 — 1958 років, писемність на основі амхарської абетки. Виражена діалектна фрагментація мови.
Більшість тигринья — християни, зокрема монофізити, хоча є також католики та уніати; частина — мусульмани-суніти.

## Етнічна історія
Тигринья — дуже давній народ, походження якого пов'язано з аксумітами, творцями цивілізації Аксум (1-е тис. н. е.).
З кінця ХІІІ століття етнічні території тигринья являють собою велике васальне князівство в складі Ефіопської імперії.
З набуттям незалежності Еритреєю у 1993 році для тигринья розпочався новий етап розвитку — державного будівництва, який втім стикається зі значними труднощами (загальна бідність країни, національні та територіальні конфлікти з сусідніми Ефіопією та Сомалі).

## Господарство і суспільство
Основні традиційні заняття — землеробство (пшениця, ячмінь та інші культури) та скотарство (переважно корови і кози), сьогодні велика частина тигринья — робітники промисловості.
У традиційному соціальному устрої значну роль відігравали й подекуди продовжують відігравати родові структури (клани) та фахові (професійні) касти.